# Deutsche Dreiband-Meisterschaft 1982/83

Veranstaltungsort: Gladbeck

Die Deutsche Dreiband-Meisterschaft 1982/83 (DDM) war die 49. Ausgabe dieser Turnierserie und fand vom 14. bis zum 17. Oktober 1982 in Gladbeck statt.

## Geschichte
Örtlicher Organisator und Ausrichter im Auftrag des Deutschen Billard-Bunds (DBB) war die Gladbecker Billard-Union. Als Veranstaltungsort wurde die Gesamtschule Rentfort-Nord, die mit ihren Tribünen die entsprechende Ausstattung bereitstellen konnte.
Wieder wurde ein neues Spielsystem für Deutsche Billard-Meisterschaften eingeführt. Erstmals wurden alle Karambol-Disziplinen in einem Turnier entschieden. In der Gesamtschule Rentfort-Nord in Gladbeck fand sich auch ein sehr guter Ausrichter. Funk- und Fernsehen übertrugen das Turnier. Der nach Duisburg-Hochfeld gewechselte Günter Siebert holte sich in Gladbeck seinen vierten deutschen Dreibandtitel. Im Finale besiegte er den Vorjahressieger Dieter Müller aus Berlin mit 2:0 Sätzen.

## Modus
Gespielt wurde in den Qualifikationsgruppen bis 50 Punkte oder 75 Aufnahmen. In der Endrunde wurden zwei Gewinnsätze bis 25 Punkte gespielt. Das gesamte Turnier wurde mit Nachstoß gespielt. Die Endplatzierung ergab sich aus folgenden Kriterien:
1. Matchpunkte
2. Generaldurchschnitt (GD)
3. Höchstserie (HS)

### Turnierverlauf
| # | Name                        | MP  | GD    | BED   | HS |
| - | --------------------------- | --- | ----- | ----- | -- |
| 1 | Johann Waiz (München)       | 6:0 | 0,757 | 0,781 | 5  |
| 2 | Fritz Günther (Neunkirchen) | 4:2 | 0,760 | 0,980 | 6  |
| 3 | Ralf Köstner (Frankfurt)    | 2:4 | 0,633 | 0,613 | 5  |
| 4 | Peter Bauer (Reutlingen)    | 0:6 | 0,551 | -     | 4  |

| MP    | Match Punkte (Sieger = 2; Unentschieden = 1; Verlierer = 0) |
| SV    | Satzverhältnis (nur bei Turnieren im Satzsystem)            |
| Pkte. | Erzielte Karambolagen                                       |
| Aufn. | benötigte Aufnahmen                                         |
| GD    | Generaldurchschnitt                                         |
| MGD   | Mannschafts-Generaldurchschnitt                             |
| BED   | Bester Einzeldurchschnitt eines Spielers                    |
| BEMD  | Bester Einzeldurchschnitt einer Mannschaft                  |
| BSD   | Bester Satzdurchschnitt eines Spielers                      |
| HS    | Höchstserie                                                 |
| WRP   | Weltranglistenpunkte                                        |

| # | Name                          | MP  | GD    | BED   | HS |
| - | ----------------------------- | --- | ----- | ----- | -- |
| 1 | Günter Siebert (Hochfeld 74)  | 6:0 | 1,034 | 1,162 | 9  |
| 2 | Hans-Jürgen Kühl (Düsseldorf) | 4:2 | 0,973 | 0,961 | 7  |
| 3 | Franz Wolf (Köln)             | 2:4 | 0,729 | 0,925 | 8  |
| 4 | Udo Mohr (Düsseldorf)         | 0:6 | 0,713 | -     | 6  |

| MP    | Match Punkte (Sieger = 2; Unentschieden = 1; Verlierer = 0) |
| SV    | Satzverhältnis (nur bei Turnieren im Satzsystem)            |
| Pkte. | Erzielte Karambolagen                                       |
| Aufn. | benötigte Aufnahmen                                         |
| GD    | Generaldurchschnitt                                         |
| MGD   | Mannschafts-Generaldurchschnitt                             |
| BED   | Bester Einzeldurchschnitt eines Spielers                    |
| BEMD  | Bester Einzeldurchschnitt einer Mannschaft                  |
| BSD   | Bester Satzdurchschnitt eines Spielers                      |
| HS    | Höchstserie                                                 |
| WRP   | Weltranglistenpunkte                                        |

| # | Name                              | MP  | GD    | BED   | HS |
| - | --------------------------------- | --- | ----- | ----- | -- |
| 1 | Norbert Weingärtner (Feldmark 34) | 4:2 | 0,766 | 1,162 | 6  |
| 2 | Falko Willenberger (Berlin)       | 4:2 | 0,756 | 0,909 | 6  |
| 3 | Harald Thiele (Berlin)            | 2:4 | 0,724 | 0,724 | 6  |
| 4 | Edgar Bettzieche (Bochum)         | 2:4 | 0,657 | 1,000 | 9  |

| MP    | Match Punkte (Sieger = 2; Unentschieden = 1; Verlierer = 0) |
| SV    | Satzverhältnis (nur bei Turnieren im Satzsystem)            |
| Pkte. | Erzielte Karambolagen                                       |
| Aufn. | benötigte Aufnahmen                                         |
| GD    | Generaldurchschnitt                                         |
| MGD   | Mannschafts-Generaldurchschnitt                             |
| BED   | Bester Einzeldurchschnitt eines Spielers                    |
| BEMD  | Bester Einzeldurchschnitt einer Mannschaft                  |
| BSD   | Bester Satzdurchschnitt eines Spielers                      |
| HS    | Höchstserie                                                 |
| WRP   | Weltranglistenpunkte                                        |

## Finalrunde
| Halbfinale          |     |     |        |        |        |    |     |       |       |
| Dieter Müller       | 2:0 | 4:0 | 25(17) | 25(22) |        | 50 | 39  | 1,282 | 1,470 |
| Norbert Weingärtner | 0:2 | 0:4 | 14(17) | 18(22) |        | 32 | 39  | 0,820 | -     |
| Günter Siebert      | 2:0 | 4:2 | 25(18) | 15(22) | 25(38) | 65 | 78  | 0,833 | 1,388 |
| Johann Waiz         | 0:2 | 2:4 | 9(18)  | 25(22) | 16(38) | 50 | 78  | 0,641 | 1,136 |
| Spiel um Platz 3    |     |     |        |        |        |    |     |       |       |
| Norbert Weingärtner | 0:2 | 2:4 | 25(38) | 13(27) | 22(38) | 60 | 103 | 0,582 | 0,657 |
| Johann Waiz         | 2:0 | 4:2 | 23(38) | 25(27) | 25(38) | 73 | 103 | 0,708 | 0,925 |
| Finale              |     |     |        |        |        |    |     |       |       |
| Dieter Müller       | 0:2 | 0:4 | 18(28) | 22(30) |        | 40 | 58  | 0,689 | -     |
| Günter Siebert      | 2:0 | 4:0 | 25(28) | 25(30) |        | 50 | 58  | 0,862 | 0,892 |

## Abschlusstabelle
| MP    | Match Points (Sieger = 2; Unentschieden = 1; Verlierer = 0) |
| Pkte. | Erzielte Karambolagen                                       |
| Aufn. | Benötigte Versuche                                          |
| GD    | Generaldurchschnitt                                         |
| BED   | Bester Einzeldurchschnitt eines Spielers                    |
| HS    | Höchstserie                                                 |
|       | Bester GD des Turniers                                      |
|       | Bester ED des Turniers                                      |
|       | Beste HS des Turniers                                       |
|       | 1. Platz (Gold)                                             |
|       | 2. Platz (Silber)                                           |
|       | 3. Platz (Bronze)                                           |

| Endklassement              | Endklassement                     | Endklassement | Endklassement | Endklassement | Endklassement | Endklassement | Endklassement | Endklassement | Endklassement |
| Platz                      | Name                              | MP            | SP            | Pkt.          | Aufn.         | GD            | BED           | BSD           | HS            |
| -------------------------- | --------------------------------- | ------------- | ------------- | ------------- | ------------- | ------------- | ------------- | ------------- | ------------- |
| 1                          | Günter Siebert (Hochfeld 74)      | 4:0           | 8:2           | 115           | 136           | 0,845         | 0,862         | 1,388         | 6             |
| 2                          | Dieter Müller (Berlin)            | 2:2           | 4:4           | 90            | 97            | 0,927         | 1,282         | 1,470         | 6             |
| 3                          | Johann Waiz (München)             | 2:2           | 6:6           | 123           | 181           | 0,679         | 0,708         | 1,136         | 6             |
| 4                          | Norbert Weingärtner (Feldmark 34) | 0:4           | 2:8           | 92            | 142           | 0,647         | -             | 0,657         | 4             |
| Turnierdurchschnitt: 0,755 |                                   |               |               |               |               |               |               |               |               |